# 柳徳天
柳 徳天（リュ・ドクチョン、朝鮮語: 류덕천/柳德天、1905年 - 1973年10月14日）は、日本統治時代の朝鮮および大韓民国の官僚、政治家。第5代晋陽郡守、第2代韓国国会議員。名前はユ・ドクチョン（漢字同、유덕천）とも表記される。

## 経歴
慶尚南道晋州郡（現・晋州市）出身。協成中学校卒。第2代総選挙当選時は農業に携わっていた。1947年8月19日から1948年4月13日までは第5代晋陽郡守を務めた。また、官僚としても務めたほか、1950年の第2代総選挙に晋州市選挙区から無所属で出馬して当選し、国会議員を1期務めた。1973年に持病により始興郡南面山本里の自宅にて死去した。享年69。

## 評価
真面目で、物事の是非について適切かつ明敏な判断が下せる政治家であった。